# Nalón
Nalón is een comarca (Asturisch: cotarru) van de Spaanse provincie en autonome regio Asturië. De hoofdstad is Langreo, de oppervlakte 647 km2 en het heeft 84.790 inwoners (2003).

## Gemeenten
Caso, Langreo, Laviana, San Martín del Rey Aurelio, Sobrescobio.
Avilés · Caudal · Eo-Navia · Gijón · Nalón · Narcea · Oriente · Oviedo